# Angelica Van Buren
Angelica Singleton Van Buren, född Sarah Angelica Singleton den 13 februari 1818, död 29 december 1877 var svärdotter till Martin Van Buren, USA:s åttonde president, och fungerade som första dam 1837–1841. 

## Biografi
Angelica Singleton födes i South Carolina och växte upp där på familjens plantage. Hon gifte sig med Abraham Van Buren 1838, under dennes fars tid som president. Hon hade blivit presenterad för Abraham Van Buren av Dolley Madison (fru till tidigare presidenten James Madison), som var en släkting till henne.
Eftersom Martin Van Buren var änkling (hans fru Hannah Hoes Van Buren avled 1819 och han gifte aldrig om sig), iträdde Angelica Van Buren, efter att ha gift sig med presidentens son, rollen som USA:s första dam och fungerade som Vita husets värdinna under resten av svärfaderns presidenttid 1839–1841.
Hon beskrivs som en succé som första dam. 1839 följde hon maken på en diplomatisk resa till Europa, vilket blev en massiv framgång, och vid sin återkomst introducerade hon en del europeiska sällskapsregler, som dock blev tillfälliga.
Under sin tid i Vita huset födde hon en dotter som dog kort därefter. Hon fick senare tre söner. Efter att Van Buren misslyckades att bli återvald som president 1841 flyttade hon och hennes man till Van Burens hem Lindenwald i Kinderhook i New York och tillbringade vintrarna i sitt familjehem i South Carolina. Från 1848 till sin död bodde hon i New York. Hon dog vid 59 års ålder 1877. Hennes make dog 1873.